# Streptophyta
Las estreptofitas son un clado (grupo monofilético) de Viridiplantae que comprende a las plantas terrestres y a las algas carofitas (algas verdes salvo clorofitas).

## Sinonimia
Este clado recibe el nombre de Streptophyta (Bremer 1985, de Reviers 2002, Leliaert et al. 2012, Ruggiero et al. 2015) (del griego strepto 'retorcido', por la morfología del esperma de algunos miembros) y en ocasiones Streptobionta (Kenrick & Crane 1997) o Charophyta sensu lato (Lewis & McCourt 2004, Karol et al. 2009).

## Filogenia
El descubrimiento del clado de las estreptofitas dentro de las "plantas verdes" (Viridiplantae) comenzó a fines de los 1960s, cuando estudios detallados de la ultraestructura de la división celular reveló que había una diferencia importante dentro de los organismos que tradicionalmente eran conocidos como "algas verdes", algunos de ellos tenían división celular todos de la misma forma, pero otros de ellos se dividían con cierta característica muy distinta, que solo había sido encontrada en las plantas terrestres (algunos de ellos tenían una orientación diferente de los microtúbulos "spindle" (huso mitótico), más exactamente una orientación de tipo fragmoplasto, encontrada en todas las plantas terrestres, en que el huso está orientado en forma perpendicular a la formación de la pared celular, Pickett-Heaps 1979, Mattox y Stewart 1984, McCourt 1995). Entonces se hizo un estudio con más muestras, y descubrieron que esa forma de división celular similar a la de las plantas terrestres ("condición fragmoplástica"), ocurría específicamente en todas las algas que en ese momento se llamaban charofíceas (hoy los órdenes Coleochaetales y Charales). Estas plantas muestran una diversidad de formas de vida de lo más variopinta (incluyendo formas erguidas y ramificadas, como en Chara y Nitella, y formas aplanadas, como en Coleochaete), y viven en agua dulce, cerca de la costa. Cuando estos organismos fueron estudiados en más detalle, fue emergiendo la idea de que eran en realidad más cercanamente emparentados a las plantas terrestres que al resto de las "algas verdes", y cuando se aumentó el muestreo a otras algas se encontró que otras formas de "algas verdes" también pertenecían a este clado, además de los dos órdenes mencionados, incluyendo órdenes como Klebsormidiales y Zygnematales (McCourt 1995, Chapman et al. 1998). De entre ellos, los Zygnematales pueden resultar familiares por ser el grupo que incluye a Spyrogira y sus parientes. Estos son los llamados "algas verdes conjugadas" o capaces de conjugarse, porque poseen una forma de reproducción sexual que empieza con la construcción de una conexión tubular entre células de filamentos adyacentes, y sigue con el pasaje del protoplasto de una célula a la otra, y la eventual fusión de los núcleos para formar un cigoto.
Las relaciones entre los grupos de estreptofitas fueron confirmadas por los estudios moleculares (Karol et al. 2001), incluyendo algo de información ultraestructural (por ejemplo el factor de elongación tufA parece haber migrado del cloroplasto al genoma nuclear en el ancestro del lineaje de las carofitas y las embriofitas, Baldauf y Palmer 1990), y son los que muestra el siguiente cuadro:
|  |

Los análisis moleculares y morfológicos más recientes han dado la siguiente filogenia:
|  | Mesostigmatophyceae                                               |
|  |                                                                   |
|  | \| \| Spirotaenia \| \| \| \| \| \| Chlorokybophyceae \| \| \| \| |
|  |                                                                   |
|  | Spirotaenia                                                       |
|  |                                                                   |
|  | Chlorokybophyceae                                                 |
|  |                                                                   |

|  | Spirotaenia       |
|  |                   |
|  | Chlorokybophyceae |
|  |                   |

|  | Coleochaetophyceae                                               |
|  |                                                                  |
|  | \| \| Zygnematophyceae \| \| \| \| \| \| Embryophyta \| \| \| \| |
|  |                                                                  |
|  | Zygnematophyceae                                                 |
|  |                                                                  |
|  | Embryophyta                                                      |
|  |                                                                  |

|  | Zygnematophyceae |
|  |                  |
|  | Embryophyta      |
|  |                  |

|  | Coleochaetophyceae                                               |
|  |                                                                  |
|  | \| \| Zygnematophyceae \| \| \| \| \| \| Embryophyta \| \| \| \| |
|  |                                                                  |
|  | Zygnematophyceae                                                 |
|  |                                                                  |
|  | Embryophyta                                                      |
|  |                                                                  |

|  | Zygnematophyceae |
|  |                  |
|  | Embryophyta      |
|  |                  |

|  | Coleochaetophyceae                                               |
|  |                                                                  |
|  | \| \| Zygnematophyceae \| \| \| \| \| \| Embryophyta \| \| \| \| |
|  |                                                                  |
|  | Zygnematophyceae                                                 |
|  |                                                                  |
|  | Embryophyta                                                      |
|  |                                                                  |

|  | Zygnematophyceae |
|  |                  |
|  | Embryophyta      |
|  |                  |

|  | Coleochaetophyceae                                               |
|  |                                                                  |
|  | \| \| Zygnematophyceae \| \| \| \| \| \| Embryophyta \| \| \| \| |
|  |                                                                  |
|  | Zygnematophyceae                                                 |
|  |                                                                  |
|  | Embryophyta                                                      |
|  |                                                                  |

|  | Zygnematophyceae |
|  |                  |
|  | Embryophyta      |
|  |                  |

|  | Mesostigmatophyceae                                               |
|  |                                                                   |
|  | \| \| Spirotaenia \| \| \| \| \| \| Chlorokybophyceae \| \| \| \| |
|  |                                                                   |
|  | Spirotaenia                                                       |
|  |                                                                   |
|  | Chlorokybophyceae                                                 |
|  |                                                                   |

|  | Spirotaenia       |
|  |                   |
|  | Chlorokybophyceae |
|  |                   |

|  | Coleochaetophyceae                                               |
|  |                                                                  |
|  | \| \| Zygnematophyceae \| \| \| \| \| \| Embryophyta \| \| \| \| |
|  |                                                                  |
|  | Zygnematophyceae                                                 |
|  |                                                                  |
|  | Embryophyta                                                      |
|  |                                                                  |

|  | Zygnematophyceae |
|  |                  |
|  | Embryophyta      |
|  |                  |

|  | Coleochaetophyceae                                               |
|  |                                                                  |
|  | \| \| Zygnematophyceae \| \| \| \| \| \| Embryophyta \| \| \| \| |
|  |                                                                  |
|  | Zygnematophyceae                                                 |
|  |                                                                  |
|  | Embryophyta                                                      |
|  |                                                                  |

|  | Zygnematophyceae |
|  |                  |
|  | Embryophyta      |
|  |                  |

|  | Coleochaetophyceae                                               |
|  |                                                                  |
|  | \| \| Zygnematophyceae \| \| \| \| \| \| Embryophyta \| \| \| \| |
|  |                                                                  |
|  | Zygnematophyceae                                                 |
|  |                                                                  |
|  | Embryophyta                                                      |
|  |                                                                  |

|  | Zygnematophyceae |
|  |                  |
|  | Embryophyta      |
|  |                  |

|  | Coleochaetophyceae                                               |
|  |                                                                  |
|  | \| \| Zygnematophyceae \| \| \| \| \| \| Embryophyta \| \| \| \| |
|  |                                                                  |
|  | Zygnematophyceae                                                 |
|  |                                                                  |
|  | Embryophyta                                                      |
|  |                                                                  |

|  | Zygnematophyceae |
|  |                  |
|  | Embryophyta      |
|  |                  |

### Streptophytina
Según la mayoría de autores, las plantas terrestres están más cercanamente emparentadas con las algas Charales, formando con ellas un clado denominado Streptophytina. Este clado ha sido denominado inicialmente Streptophyta (Jeffrey 1967, Adl et al 2012) o también "plantas arquegoniadas" por la presencia de arquegonio. Si hay presencia de células móviles, estas son biflageladas, con flagelos asimétricos. 
En la reproducción hay huso mitótico persistente, mitosis abierta y muchos sistemas enzimáticos comunes. Los órganos reproductivos de las carales tienen la mayor aproximación a las briofitas, tal como se ve en el órgano femenino (ovogonia), en la complejidad del órgano masculino (anteridio), en el huevo fertilizado (cigoto), el cual es muy resistente a condiciones adversas de sequedad y frío; y en las esporas, que nunca son flageladas como en las plantas terrestres. También hay similitud a nivel de la síntesis de polisacáridos como el xilano, en la morfología del anterozoide, en la cantidad múltiple de cloroplastos por célula, en el tejido protector del huevo y en el desarrollo macroscópico.

### Plasmodesmophyta
Este grupo tiene gran respaldo en los estudios genéticos plastidiales, mitocondriales y nucleares. El clado que incluye las Coleochaetales, Charales y plantas terrestres se denomina Plasmodesmophyta por la presencia de plasmodesmos en estos tres grupos, además de otras características como el crecimiento apical, retención de la oósfera y alimentación del zigoto luego de la fertilización con lípidos y carbohidratos. Poseen algunas características funcionalmente importantes que solo son encontradas en estos tres grupos, como los flavonoides y los precursores químicos de la cutícula. Aún más importante para el desarrollo del ciclo de vida de las embriofitas (que en embriofitas es haplo-diplonte) es que retienen el huevo y a veces también el cigoto en el cuerpo de la planta haploide (Graham 1993).

### Phragmoplastophyta
Las algas conjugadas (Zygnemophyceae) sumadas al clado Plasmodesmophyta forman el grupo Phragmoplastophyta, pues comparten la presencia de fragmoplastos (sistema de microtúbulos paralelos al huso mitótico). Tienen algunas características comunes como la síntesis de microfibrillas de celulosa y de compuestos polifenoles de la pared celular.

## Evolución
Los resultados filogenéticos tienen muchas implicancias importantes para nuestra comprensión de la evolución de las plantas verdes. En principio implican que la multicelularidad de la fase diploide se originó muchas veces, en eventos independientes. Las formas volvocinas exploran una forma de vida en la que las células se han agrupado en colonias. Las colonias más grandes también muestran interconexiones entre los citoplasmas de las células, y una división del trabajo, con algunas células especializadas en la reproducción. Otras clorofitas formaron cuerpos filamentosos o parenquimatosos de tamaño mucho más grande (como Ulva, la lechuga de mar) y muestran una integración morfológica más compleja y una diferenciación de las funciones de la célula. Las ulvofíceas siguieron un camino diferente, en el que exploraron la forma de células multinucleadas, a veces formando filamentos, y a veces (como en Codium), formando un talo mediante un entrelazado (intertwining) denso de los filamentos. Finalmente, la multicelularidad evolucionó independientemente en la línea de las estreptofitas. Muchos Zygnematales son filamentosos, y las formas filamentosas (con plasmodesmos conectando las células adyacentes) son encontradas en los dos lineajes de charofitas y en las embriofitas.
Entre las plantas verdes que divergieron tempranamente del resto de los lineajes, también encontramos una cantidad de ciclos de vida de lo más variopinta. La alternancia de generaciones gametofítica y esporofítica de morfología similar (como en Ulva) es bastante común. En contraste, Codium (Ulvophyceae) desarrolló un ciclo de vida igual al de los animales, en el cual los gametos son el único representante de la fase haploide. En crudo contraste, en las charofitas las plantas son haploides, y el único representante diploide de todo el ciclo de vida es el cigoto, que es el resultado de la fertilización de un huevo no móvil y grande por un esperma nadador (fenómeno de "oogamia").